# بنجامين زيليدون
بنجامين زيليدون (بالإسبانية: Benjamín Zeledón)‏ (و. 1879 – 1912 م) هو سياسي من نيكاراغوا .